# Serie A 1950 (pallavolo femminile)
La Serie A femminile FIPAV 1950 fu la 5ª edizione del principale torneo pallavolistico italiano femminile organizzato dalla FIPAV.
Il titolo andò alla Lega Nazionale Trieste.

## Regolamento e avvenimenti
Al torneo presero parte 6 squadre, che disputarono un girone unico all'italiana con gare di andata e ritorno al meglio di 3 set su 5.

## Classifica
| Pos. | Squadra                | Pt | G  | V  | P  | SV | SP |
| ---- | ---------------------- | -- | -- | -- | -- | -- | -- |
| 1.   | Lega Nazionale Trieste | 20 | 10 | 10 | 0  | 30 | 11 |
| 2.   | FARI Bergamo           | 14 | 10 | 7  | 3  | 26 | 19 |
| 3.   | Invicta Trieste        | 12 | 10 | 6  | 4  | 22 | 18 |
| 4.   | FARI Brescia           | 10 | 10 | 5  | 5  | 23 | 20 |
| 5.   | Ruentes Ravenna        | 4  | 10 | 2  | 8  | 14 | 26 |
| 6.   | Adriatica Ravenna      | 0  | 10 | 0  | 10 | 9  | 30 |

| Campione d'Italia |

## Fonti
- Filippo Grassia e Claudio Palmigiano (a cura di). Almanacco illustrato del volley 1987. Modena, Panini, 1986.